# Вулиця Миколи Костомарова (Коломия)
Ву́лиця Костомарова — вулиця у місті Коломия. Одна із найбільш заселених вулиць.
Вулиця Костомарова є природним продовженням відомого проспекту Михайла Грушевського в західному напрямку від площі Героїв.[недоступне посилання з червня 2019]

## Про  вулицю
Спочатку вулиця носила ім'я Горького та згодом її перейменували в честь відомого письменника й історика Миколи Костомарова. На вулиці збудовано 3 дев'ятиповерхові будинки. Будинок  №2 та 3  збудовано за польським проектом, а будинок №1 та 4 — за чеським. У 2009 біля в'їзду на вулицю почали будувати п'ятиповерховий будинок по проекту одного молодого архітектора.

## Підприємства та новобудови на вулиці
На вулиці є три магазини "Екомаркет" ,"Комора" ,"Продуктовий" . А також дитсадок "Орлятко" [Архівовано 4 лютого 2016 у Wayback Machine.] та збоку нього ЗОШ №5 ім. Т.Г.Шевченка. На вулиці збоку третього будинку є приватна котельня. Біля будинку 4 є заправка. Навпроти неї мережа автомагазинів "Автостоп" [Архівовано 6 лютого 2016 у Wayback Machine.] . На Костомарова також діє молодіжна організація "ТБК[недоступне посилання з червня 2019]" Всього на вулиці Костомарова є 123 гаражі. Також при центральному в'їзді на вулицю з лівого боку  є ряд різних магазинів побудованих у 2014 р.

## Про будову будинків

###### Будинок  №1
Будинок  №1 розділений на дві частини і збудований дзеркально  .Він був збудований за чеським проектом.  Будинок є державним й обслуговується державою. Сам будинок знаходиться біля дитячого садочка "Орлятко". [Архівовано 4 лютого 2016 у Wayback Machine.]

###### Будинок  №2 і 3
Будинки  №2 та 3 є цегляними . Спочатку вони були приватними будинками в яких видавали квартири електирикам, але ближче до незалежної України будинки стали державними. 

###### Будинок №4
Будинок  №4 є приватним і належить мешканцям. Будинок збудований за чеським проектом у 1990 р. Головою будинку з 2004 року по сьогоднішній день є пан Олександр, а його заступником Ольга Сукирко.